# ۱۱۵۴ (قمری)
۱۱۵۴ (قمری)، هزار و صد و پنجاه و چهارمین سال در گاهشماری هجری قمری است. اول محرم این سال برابر با نوزدهم مارس سال ۱۷۴۱ میلادی است.